# Cupania lanuginosa
Cupania lanuginosa är en kinesträdsväxtart som beskrevs av Paul Antoine Sagot och Ludwig Radlkofer. Cupania lanuginosa ingår i släktet Cupania och familjen kinesträdsväxter. Inga underarter finns listade i Catalogue of Life.